# (4685) Karetnikov
(4685) Karetnikov est un astéroïde de la ceinture principale.

## Description
(4685) Karetnikov est un astéroïde de la ceinture principale. Il fut découvert le 27 septembre 1978 à Naoutchnyï par Nikolaï Tchernykh. Il présente une orbite caractérisée par un demi-grand axe de 3,17 UA, une excentricité de 0,18 et une inclinaison de 1,6° par rapport à l'écliptique.

## Compléments